# Kamenný papír
Kamenný papír je označení pro papíru podobné materiály, nevyráběné však z celulózy, nýbrž z minerálů. 

## Historie
Společnost Lung Meng Tech z Tchaj-wanu, vyvinula na konci 90. let technologii na výrobu „papíru z kamene“. Použili k tomu hustý polyethylen a uhličitan vápenatý. Tato technologie byla během několika let patentována ve 40 zemích po celém světě.

## Složení
Hlavní složkou papíru je z 80% uhličitan vápenatý (CaCO3). Druhou složkou je HDPE, takzvaně polyethylen s vysokou hustotou. Ten se používá díky své pružnosti a pevnosti jako pojivo

## Vlastnosti
Kamenný papír má hladší povrch a podobnou tloušťku jako tradiční papír. Dá se použít k výrobě všech papírových výrobků. Je odolný vůči mastnotě a vodě. Je obtížnější ho roztrhnout a proto je vhodný pro papírové výrobky, u nichž se požaduje vyšší odolnost vůči poškození.
Papír je šetrný k životnímu prostředí tím, že při výrobě spotřebuje méně vody a energie než klasický papír a nevyžaduje kácení stromů. Na druhou stranu však obsahuje polyethylen, který se vyrábí z ropy. Podle výrobců je dobře recyklovatelný, při jeho spalování se neuvolňují toxické látky a v přírodě (vystaven přímému slunečnímu světlu) se po 14–18 měsících rozloží na neškodný minerální prášek. K rozkladu ovšem nedochází, chybí-li přímé sluneční světlo, a je nejasné, zda polyethylenová složka nezůstává v přírodě jako mikroplast.